# Энглот, Мишель
Мише́ль Э́нглот (англ. Michelle Englot; в замужестве известна также как Мише́ль Ри́джуэй, англ. Michelle Ridgway и Мише́ль Шне́йдер англ. Michelle Schneider; 22 января 1964, Montmartre, Саскачеван, Канада) — канадская кёрлингистка.
Играет на позиции четвёртого. Скип своей команды.

## Достижения
- Чемпионат Канады по кёрлингу среди женщин: серебро (2017), бронза (1988, 1989).

## Команды
| Сезон                                        | Четвёртый      | Третий           | Второй                 | Первый           | Запасной                                                           | Турниры                                 |
| -------------------------------------------- | -------------- | ---------------- | ---------------------- | ---------------- | ------------------------------------------------------------------ | --------------------------------------- |
| 1983                                         | Мишель Энглот  | Nadine Ennis     | Laura Natalia Couckuyt | Lisa Couckuyt    |                                                                    | ЧКЮ 1983 (?? место)                     |
| 1987                                         | Kathy Fahlman  | Сандра Шмирлер   | Джен Беткер            | Sheila Schneider | Мишель Шнейдер                                                     | ЧК 1987 (4 место)                       |
| 1987—88                                      | Мишель Шнейдер | Jan Herauf       | Lorie Kehler           | Leanne Eberle    | Kenda Richards                                                     | ЧК 1988                                 |
| 1988—89                                      | Мишель Шнейдер | Joan Stricker    | Lorie Kehler           | Leanne Eberle    | Kenda Richards                                                     | ЧК 1989                                 |
| 1989—90                                      | Мишель Шнейдер | Kathy Fahlman    | Lorie Kehler           | Leanne Eberle    | Kenda Richards                                                     | ЧК 1990 (6 место)                       |
| 1991—92                                      | Мишель Шнейдер | Kathy Fahlman    | Lorie Kehler           | Leanne Eberle    | Kenda Richards                                                     | ЧК 1992 (4 место)                       |
| 2000—01                                      | Мишель Риджуэй | Lorie Kehler     | Roberta Materi         | Joan Stricker    | Kristy Lewis                                                       | ЧК 2001 (8 место)                       |
| 2001—02                                      | Мишель Риджуэй | Lorie Kehler     | Roberta Materi         | Joan Stricker    | Kristy Lewis                                                       | КООК 2001 (4 место)                     |
| 2004—05                                      | Мишель Энглот  | Джолин МакИвор   | Michelle McIvor        | Cindy Simmons    |                                                                    | КК 2005 (5-6 место)                     |
| 2005—06                                      | Мишель Энглот  | Джолин МакИвор   | Michelle McIvor        | Cindy Simmons    |                                                                    |                                         |
| 2006—07                                      | Мишель Энглот  | Тиджей Хайчерт   | Roberta Materi         | Cindy Simmons    |                                                                    |                                         |
| 2007—08                                      | Мишель Энглот  | Darlene Kidd     | Roberta Materi         | Cindy Simmons    | Lorie Kehler                                                       | ЧК 2008 (7-е место)                     |
| 2008—09                                      | Мишель Энглот  | Deanna Doig      | Roberta Materi         | Cindy Simmons    |                                                                    | КК 2009 (4-е место)                     |
| 2009—10                                      | Мишель Энглот  | Deanna Doig      | Roberta Materi         | Cindy Simmons    |                                                                    |                                         |
| 2010—11                                      | Мишель Энглот  | Лана Вэй         | Roberta Materi         | Deanna Doig      |                                                                    |                                         |
| 2011—12                                      | Мишель Энглот  | Лана Вэй         | Roberta Materi         | Sarah Slywka     | Candace Chisholm                                                   | ЧК 2012 (7-е место)                     |
| 2012—13                                      | Лана Вэй       | Мишель Энглот    | Roberta Materi         | Sarah Slywka     |                                                                    |                                         |
| 2013—14                                      | Мишель Энглот  | Candace Chisholm | Roberta Materi         | Kristy Johnson   |                                                                    |                                         |
| 2014—15                                      | Мишель Энглот  | Candace Chisholm | Ashley Howard          | Kristy Johnson   |                                                                    |                                         |
| 2015—16                                      | Мишель Энглот  | Candace Chisholm | Стефани Шмидт          | Brooklyn Lemon   |                                                                    |                                         |
| 2016—17                                      | Мишель Энглот  | Кейт Кэмерон     | Leslie Wilson-Westcott | Raunora Westcott | Кристин Карвацки тренер: Ron Westcott                              | ЧК 2017                                 |
| 2017—18                                      | Мишель Энглот  | Кейт Кэмерон     | Leslie Wilson-Westcott | Raunora Westcott | Джолин Кэмпбелл (КООК), Кристин Карвацки (ЧК) тренер: Ron Westcott | КООК 2017 (7-е место) ЧК 2018 (6 место) |
| Кёрлинг для смешанных команд (mixed curling) |                |                  |                        |                  |                                                                    |                                         |
| 2004                                         | Randy Gilewich | Мишель Энглот    | Пэт Симмонс            | Cindy Simmons    |                                                                    | ЧКСК 2004 (9 место)                     |

(скипы выделены полужирным шрифтом; см. также )

## Частная жизнь
Начала заниматься кёрлингом в 12 лет.
Не замужем. Двое детей: сыновья Брет Шнейдер (англ. Bret Schneider, род. 1989) и Дерек Шнейдер (англ. Derek Schneider, род. 1990).
Работает директором по внешним коммуникациям в компании SaskTel (англ. SaskTel Director of External Communications).
Отец Мишель, Джо Энглот (англ. Joe Englot), скоропостижно скончался перед самым началом женского чемпионата Канады 2008, в котором участвовала Мишель; в знак сочувствия и выражения поддержки ей в её потере все команды на этом чемпионате играли с зелёными ленточками на рукавах (зелёный — «цвет» провинции Саскачеван, от которой тогда выступала в турнирах Мишель).